# 于敦海
于敦海（1973年9月—），男，山东即墨人，中华人民共和国外交官，曾任中华人民共和国驻马耳他共和国特命全权大使，现任中华人民共和国驻尼日利亚联邦共和国特命全权大使。

## 生平
1998年，于敦海进入中华人民共和国外交部工作，先后在外交部军控司、常驻禁止化学武器组织代表团、驻美国大使馆任职，后任驻美国大使馆参赞。2016年，任外交部新闻司参赞。2018年，升任外交部新闻司副司长。2020年12月，出任中华人民共和国驻马耳他大使。2024年6月，自驻马耳他大使离任。8月，出任中华人民共和国驻尼日利亚大使。
此外，于敦海曾多次担任在中国大陆举办的外事活动新闻中心主任。2017年9月，于敦海担任2017年金砖国家峰会厦门会晤新闻中心主任，并于2018年9月担任上海合作组织青岛峰会新闻中心主任。

## 家庭
已婚，有一女。